# Панське (Калузька область)
Панське (рос. Панское) — присілок в Малоярославецькому районі Калузької області Російської Федерації.
Населення становить 432 особи. Входить до складу муніципального утворення Присілок Шум'ятино.

## Історія
Від 2004 року входить до складу муніципального утворення Присілок Шум'ятино.

## Населення
| 2002 | 2010 |
| ---- | ---- |
| 284  | ↗432 |